# سالتورو کانگری
سالتورو کانگری بلندترین قله کوه‌های سالتورو است که بخشی از رشته‌کوه قراقروم به‌شمار می‌رود. این قله سی‌ویکمین کوه بلند دنیا است ولی در منطقه‌ای دورافتاده در قلب قره‌قروم جای دارد. این کوه بر روی خط مرزی منطقه سیاچن تحت کنترل هند و مناطق غربی رشته سالتورو تحت کنترل پاکستان قرار دارد.